# H.a.n.d.
h.a.n.d. Inc. (ハ・ン・ド, ha.n.do) est une société japonaise fondée en 1993 qui développe des jeux vidéo. À ses débuts l'entreprise vend du matériel et des logiciels Macintosh pour les universités avant que Mac ne soit largement connu. Lorsque la concurrence dans ce domaine commença à être importante, la société se réorganisa pour développer ses propres logiciels, puis jeux vidéo.
Le premier jeu développé par h.a.n.d. est Treasure Strike: Full Swing. Il est développé en collaboration avec l'éditeur, Kid, qui publie le jeu en version PC puis sur Dreamcast en 2004. La société comprend aussi deux autres divisions, North Point Inc. qui s'occupe du développement d'application pour téléphones mobiles et d'autres logiciels et S.N.S. Inc. qui travaille sur des jeux sociaux pour Facebook et Mixi.

## Jeux développés
| Année     | Titre                                                         | Éditeur                     | Plate-formes                 | Notes                                         |
| --------- | ------------------------------------------------------------- | --------------------------- | ---------------------------- | --------------------------------------------- |
| 2000      | Treasure Swing                                                | KID. Inc.                   | Dreamcast                    |                                               |
| 2004      | Treasure Strike: Full Swing                                   | KID. Inc.                   | PC                           |                                               |
| 2005      | One Piece: Pirates Carnival                                   | Namco Bandai Games          | PS2, GameCube                |                                               |
| 2006      | Tamagotchi: Party On!                                         | Namco Bandai Games          | Wii                          |                                               |
| 2006      | Final Fantasy Fables: Chocobo Tales                           | Square Enix                 | Nintendo DS                  |                                               |
| 2007      | Ape Escape: SaruSaru Big Mission                              | Sony Computer Entertainment | PSP                          |                                               |
| 2007      | Tamagotchi no Furifuri Kagekidan!                             | Namco Bandai Games          | Wii                          |                                               |
| 2007      | Final Fantasy Fables: Chocobo's Dungeon                       | Square Enix                 | Wii                          |                                               |
| 2007      | Oishiku Kiwameru Shokutsu DS                                  | Square Enix                 | DS                           |                                               |
| 2008      | Flower, Sun, and Rain: Unending Paradise                      | Marvelous Entertainment     | DS                           | Supervised by Grasshopper Manufacture         |
| 2008      | Active Life: Outdoor Challenge                                | Namco Bandai Games          | Wii                          |                                               |
| 2008      | Cid to Chocobo no Fushigi na Dungeon Tokiwasure no Meikyu DS+ | Square Enix                 | DS                           |                                               |
| 2008      | Chocobo to Mahou no Ehon Majo to Shoujo to 5-nin no Yuusha    | Square Enix                 | DS                           |                                               |
| 2009      | Harvest Moon: My Little Shop                                  | Marvelous Entertainment     | WiiWare                      | Supervised by Marvelous Entertainment         |
| 2009      | Mr. Brain                                                     | Square Enix                 | DSiWare                      | Supervised by Tokyo Broadcasting System       |
| 2009      | Kingdom Hearts: 358/2 Days                                    | Square Enix                 | DS                           | In cooperation with Square Enix.              |
| 2009      | Puyo Puyo 7                                                   | Sega                        | DS, Wii, PSP                 | In cooperation with Sonic Team                |
| 2009      | Sliding Heroes                                                | Square Enix                 | iPod Touch, iPhone           |                                               |
| 2010      | Oyako de Asobo: Miffy no Omocha Bako                          | Square Enix                 | Wii                          |                                               |
| 2010      | Chocobo’s Crystal Tower                                       | Square Enix                 | GREE, Facebook               |                                               |
| 2010      | Kingdom Hearts Re:Coded                                       | Square Enix                 | DS(port)                     | In cooperation with Square Enix               |
| 2010      | Active Life: Explorer                                         | Namco Bandai Games          | Wii                          |                                               |
| 2011      | Imaginary Range                                               | Square Enix                 | iOS                          |                                               |
| 2011      | Sumaho Games 100                                              | Catalyst Mobile KK.         | Android                      |                                               |
| 2011      | Decobito                                                      | GREE                        | Mobile                       |                                               |
| 2011      | Cocoronococoron                                               | Namco Bandai Games          | DS                           |                                               |
| 2011      | Puyo Puyo!! 20th Anniversary                                  | Sega                        | DS, 3DS                      | In cooperation with Sonic Team                |
| 2011      | Phantasy Star Eternal Planets                                 | Sega                        | Yahoo! Mobage                |                                               |
| 2012      | Girl's RPG Cinderelife                                        | Level 5                     | 3DS                          | In cooperation with Gamedo Inc.               |
| 2012      | Data Cardass Aikatsu!                                         | Bandai                      | Arcade                       | Last update: January 21, 2016.                |
| 2012      | Fantasy Life                                                  | Level 5                     | Nintendo 3DS                 | In cooperation with Level 5 and Brownie Brown |
| 2012      | Tomodachi☆Dogs                                                | GREE                        | Android, iOS                 |                                               |
| 2013      | Toriko GourMegaBattle                                         | Bandai Namco Games          | Nintendo 3DS                 |                                               |
| 2013      | Sennen Yusha: Tokiwatari no Tomoshibito                       | Square Enix                 | PC Browser                   |                                               |
| 2013      | Fantasy Life Link!                                            | Level 5                     | Nintendo 3DS                 | In cooperation with Level 5 and Brownie Brown |
| 2013      | Disney Magical World                                          | Bandai Namco                | Nintendo 3DS                 |                                               |
| 2014      | Guruguru Tamagotchi!                                          | Bandai Namco Games          | Nintendo 3DS                 |                                               |
| 2014      | Fairy Tail Brave Saga                                         | Taito                       | Android, iOS                 |                                               |
| 2014      | Aikatsu! 365 Nichi no Idol Days                               | Bandai Namco Games          | Nintendo 3DS                 |                                               |
| 2014      | Idol Chronicle                                                | Taito                       | Android, iOS                 |                                               |
| 2015      | Disney Magical World 2                                        | Bandai Namco Games          | Nintendo 3DS                 |                                               |
| 2015      | Aikatsu! My No.1 Stage                                        | Bandai Namco Games          | Nintendo 3DS                 |                                               |
| 2015      | JoJo's Bizarre Adventure: Eyes of Heaven                      | Bandai Namco Games          | PlayStation 4, PlayStation 3 | Programming collaboration                     |
| 2016      | Naruto Shippuden: Ultimate Ninja Storm 4                      | Bandai Namco Games          | PlayStation 4                | Programming & CG Animation Collaboration      |
| 2016      | Bou Ningen Challenge!                                         | Bandai Namco Games          | Nintendo 3DS                 | In cooperation with SNK Playmore              |
| 2018      | The Snack World: Trejarers Gold                               | Level 5                     | Nintendo Switch              | In cooperation with Level 5                   |
| 2019      | Gabbuchi                                                      | h.a.n.d.                    | Nintendo Switch              |                                               |
| Cancelled | Chocobo Racing 3D                                             | Square Enix                 | Nintendo 3DS                 |                                               |